# Лорсанов, Ибрагим Завалуевич
Ибраги́м Завалу́евич Лорса́нов (род. 1981, Орджоникидзевская, Чечено-Ингушская АССР) — специалист по многим видам единоборств (карате, кудо, кикбоксинг), чемпион Азербайджана, России, Европы и мира, заслуженный мастер спорта России.

## Биография
Родился в 1981 году. В свободное от учёбы время занимался карате-до у тренера Исмаила Рассумова, который был обладателем чёрного пояса второго дана. Участвовал во всех спортивных мероприятиях: играл в футбол, волейбол, баскетбол, был неоднократным победителем Республики Ингушетия по карате-до среди своих сверстников.
После окончания школы переехал в Алхан-Юрт где его тренером был Ш. Бацагов. Когда началась Вторая чеченская война переехал в Азербайджан. Стал двукратным чемпионом Азербайджана по косики карате-до в 2001 и 2002 годах. В 2003 году вернулся на родину.
В том же году Ассоциация восточных единоборств республики включила Ибрагима в сборную команду Чеченской Республики по кикбоксингу для участия в чемпионате Южного федерального округа. Участвуя впервые в этом виде единоборства, он завоевал путевку на чемпионат России 2004 года.
Проводил бои в двух версиях: фул-контакт (86 кг) и лайт-контакт (91 кг). В обеих версиях стал чемпионом и получил право выступать на чемпионате Европы в составе сборной команды России.
На чемпионате Европы Лорсанов последовательно нанёс поражения чемпионам Австрии, Германии, Венгрии и стал чемпионом. Был включен первым номером на чемпионат мира в Швейцарии в состав сборной России. Вторым номером в той же весовой категории был А. Бердников. Оба представителя России пробились в финал, где победил Ибрагим Лорсанов, ставший таким образом чемпионом мира.
В кикбоксинге принял участие в командной встрече бойцовского клуба «Беркут» со сборной регионов 2 октября 2011 года. Свой бой с Владимиром Минеевым проиграл в третьем раунде техническим нокаутом.
11 мая 2012 года Лорсанову было присвоено звание Заслуженный мастер спорта России.

### Семья
Был младшим ребёнком в семье. У него было три брата и две сестры. Отец, работавший оператором на бензоколонке, умер в возрасте 55 лет. Вскоре умер брат Сайд-Эмин. Мать Нурият Дудаева одна воспитывала детей.

## Достижения
1. Чемпион Чеченской Республики по карате (1997—1999 годы).
2. Чемпион Ингушетии по карате (1994—1997 годы).
3. Чемпион Азербайджана по карате (2001—2002 годы).
4. Серебряный призёр XIV чемпионата России по Косики карате (2002 год, Москва).
5. Чемпион России по Косики карате (2003 год, (Уфа).
6. Серебряный призёр X открытого чемпионата России по Кудо (2003 год, Москва).
7. Чемпион России по Кикбоксингу в категориях 85 и 91 кг (2004 год, Москва).
8. Чемпион Европы по Кикбоксингу (2004 год, Венгрия).
9. Чемпион мира по Кикбоксингу (2004 год, Швейцария).
10. Чемпион России по Кудо (2005 год, Москва).
11. Бронзовый призёр чемпионата мира по Кудо (2005 год, Япония).
12. Чемпион ЮФО по кудо (2005 год, Волгоград).
13. Чемпион России по Кудо (2006 год, Москва).
14. Чемпион ЮФО по Кудо (2007 год, Ростов-на-Дону).
15. Чемпион мира по универсальному карате (2007 год, Санкт-Петербург).